# Chile en la China Cup 2017
La selección de Chile fue uno de los cuatro equipos participantes en la China Cup 2017, torneo que se jugó en la ciudad de Nanning (China) entre el 10 de enero y el 15 de enero de 2017.
El torneo fue auspiciado por la Asociación China de Fútbol, Wanda Sports Holdings, la Región Autónoma Zhuang de Guangx, Sports Bureau y el Gobierno Municipal de Nanning; y patrocinado por electrónica Gree.
La copa fue oficialmente organizada por la FIFA, y las selecciones invitadas aparte del elenco sudamericano fueron: Croacia, Islandia, equipo sorpresa de la Eurocopa 2016, y China como el anfitrión.
El formato del torneo constó en que los cuatro equipos participantes jugaron un cuadrangular de eliminación directa a partido único, formando dos parejas siendo estas las semifinales del torneo en que los derrotados jugaron por el tercer lugar y los ganadores se enfrentaron por el título en la final.
En las semifinales los locales enfrentaron a Islandia, mientras que Chile se midió con Croacia. Los ganadores de ambas llaves disputaron el partido decisivo en Nanning el 15 de enero, mientras que los perdedores jugaron el partido por el premio de consuelo el 14 de enero. En aquella instancia Chile supo pasar la llave ante los croatas aún habiendo empatado el encuentro a 1 gol, esto gracias a la definición por penales donde una vez más el elenco sudamericano salió triunfante. En la gran final Chile se enfrentó a Islandia que había derrotado a China por 2 goles a cero. En un partido con pocas llegadas para ambos equipos todo lo sentenció una temprana anotación de Ángelo Sagal en el primer tiempo que definió el cotejo a favor de La roja y le otorgó el campeonato de manera invicta. Con esto Chile conseguía su tercer título en su historia siendo la Copa América 2015 y 2016 los anteriores trofeos obtenidos por esta selección, además de ser esta la primera vez que Chile se proclama campeón sin la necesidad de ir a los penales.
De toda la plantilla los únicos futbolistas que han estado en los 3 campeonatos de Chile fueron José Pedro Fuenzalida, Jean Beausejour (capitán de esta escuadra) y Eduardo Vargas.

## Lista de jugadores
El 13 de diciembre, el entrenador Juan Antonio Pizzi entregó la nómina de 23 jugadores que participarán en la China Cup 2017. Destacándose por el hecho de que gran parte de la plantilla es de jugadores jóvenes y del medio local, siendo muchos de ellos neófitos a la hora de vestir la camiseta de la selección. Las excepciones a la regla son la inclusión por parte del extranjero de Carlos Carmona y Eduardo Vargas. Mientras que del medio local son Gonzalo Jara, Jean Beausejour, José Pedro Fuenzalida, Cristopher Toselli (aunque usualmente se desempeña como el tercer arquero del seleccionado) y Esteban Paredes, si bien este último ha llegado a participar en distintos procesos con la selección, nunca fue titular indiscutido sino más bien sus contribuciones fueron a cuentagotas. Los datos corresponden a las estadísticas antes del inicio del torneo.
| N.º                  | Nombre                    | Posición      | Edad    | PJ | Goles | Club                 |
| -------------------- | ------------------------- | ------------- | ------- | -- | ----- | -------------------- |
| 1                    | Cristopher Toselli        | Portero       | 26 años | 7  | 0     | Universidad Católica |
| 12                   | Gabriel Castellón         | Portero       | 23 años | 0  | 0     | Santiago Wanderers   |
| 23                   | Darío Melo                | Portero       | 22 años | 0  | 0     | Palestino            |
| 3                    | Óscar Opazo               | Defensa       | 26 años | 0  | 0     | Santiago Wanderers   |
| 4                    | Branco Ampuero            | Defensa       | 23 años | 0  | 0     | Deportes Antofagasta |
| 5                    | Paulo Díaz                | Defensa       | 22 años | 1  | 0     | San Lorenzo          |
| 6                    | José Pedro Fuenzalida 3.o | Defensa       | 31 años | 38 | 3     | Universidad Católica |
| 15                   | Jean Beausejour           | Defensa       | 32 años | 85 | 6     | Universidad de Chile |
| 18                   | Sebastián Vegas           | Defensa       | 20 años | 0  | 0     | Morelia              |
| 20                   | Guillermo Maripán         | Defensa       | 22 años | 0  | 0     | Universidad Católica |
| 2                    | Cristián Cuevas           | Mediocampista | 21 años | 0  | 0     | Sint-Truidense       |
| 7                    | Leonardo Valencia         | Mediocampista | 25 años | 2  | 0     | Palestino            |
| 8                    | Carlos Carmona            | Mediocampista | 29 años | 47 | 1     | Atalanta             |
| 13                   | Pablo Galdames            | Mediocampista | 20 años | 0  | 0     | Unión Española       |
| 14                   | Esteban Pavez             | Mediocampista | 26 años | 1  | 0     | Colo-Colo            |
| 17                   | Rafael Caroca             | Mediocampista | 27 años | 0  | 0     | Deportes Iquique     |
| 21                   | César Pinares             | Mediocampista | 25 años | 0  | 0     | Unión Española       |
| 9                    | Ángelo Sagal              | Delantero     | 23 años | 1  | 0     | Huachipato           |
| 10                   | Junior Fernandes          | Delantero     | 28 años | 10 | 0     | Dinamo Zagreb        |
| 11                   | Eduardo Vargas 2.o        | Delantero     | 27 años | 66 | 32    | Hoffenheim           |
| 19                   | Álvaro Ramos              | Delantero     | 24 años | 0  | 0     | Deportes Iquique     |
| 22                   | Ángelo Henríquez          | Delantero     | 22 años | 9  | 2     | Dinamo Zagreb        |
| Bandera de Argentina | Juan Antonio Pizzi        | Entrenador    | 48 años | 16 | 28    |                      |

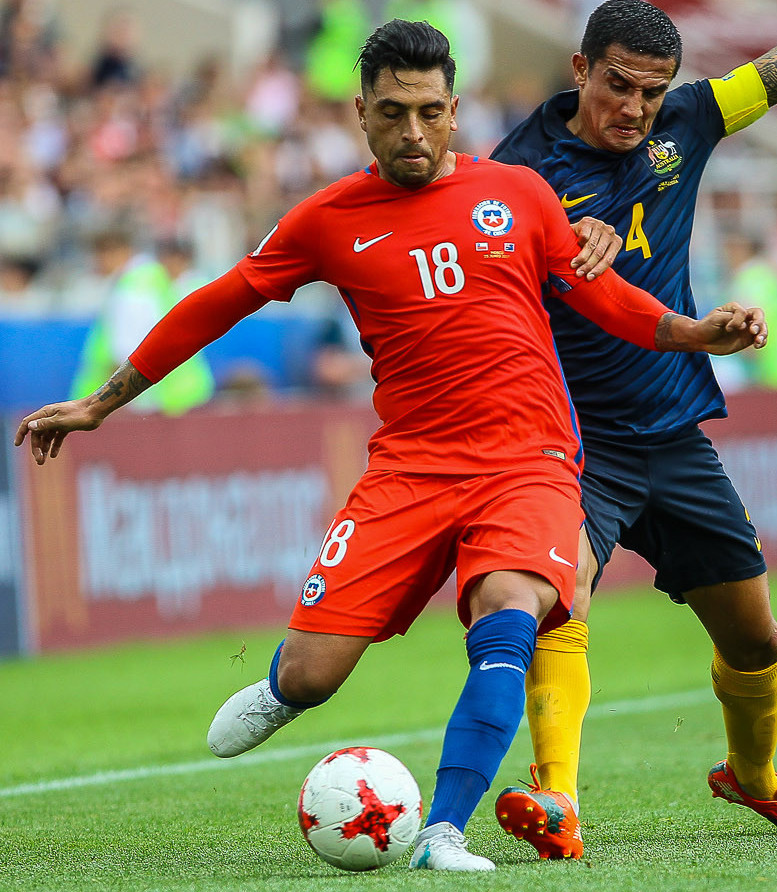
Gonzalo Jara fue uno de los pocos jugadores de la nómina original que no pudieron asistir al campeonato, siendo el motivo principal un corte en el pie izquierdo.

El 27 de diciembre fueron liberados de la nómina el defensor Gonzalo Jara y el ariete Esteban Paredes. El primero llegó con un corte en el pie izquierdo ocurrido en un accidente mientras vacacionaba que le imposibilitaba entrenar por un tiempo que excede la preparación para el torneo en China, mientras que el atacante venía ya con problemas físicos de antemano desde la final de la Copa Chile 2016, según lo estimado por el cuerpo médico del seleccionado su tiempo de recuperación es superior al ciclo de preparación. En su reemplazo se llamó de emergencia a los jugadores Ángelo Sagal y Sebastián Vegas. Quedando la nómina final con ambos jugadores en la selección.
El 29 de diciembre se anunció que Martín Rodríguez sería liberado de la nómina tras un conflicto de agenda con su traspaso al Cruz Azul de México, lo que le impediría viajar a China a tiempo para el torneo. Aún se está a la espera del anuncio oficial de la ANFP, tanto de su baja como la convocatoria de su eventual reemplazante. Sin embargo el 3 de enero de 2017 y a pesar de lo anteriormente mencionado, Juan Antonio Pizzi aseguró en una conferencia de prensa realizada en Juan Pinto Durán que el jugador aún está considerado dentro del equipo que disputará el torneo, dejando en claro que si bien se le dio permiso al futbolista para viajar a México, se está a la espera de su decisión final para así poder dirimir respecto a lo de su nominación, por lo cual se aguardara hasta el último momento sobre el anuncio de su confirmación o salida del equipo. En cualquier caso Pizzi afirmó que en el caso de que Rodríguez no pueda acompañar a su selección a China, no habría reemplazante para cubrir su salida. Finalmente el 5 de enero la ANFP a través de un comunicado confirmó la liberación del jugador de la convocatoria para el torneo realizado en tierras asiáticas, además de ratificar que no se llamara ningún reemplazante para su puesto.

## Movilización
Para evitar las probables consecuencias del Jet lag, la selección chilena viajó a China en 2 grupos, en el cual ambos realizaron escalas en Nueva York para descansar. Desde un comienzo el largo viaje se presentaba como un inconveniente para las planificaciones del equipo, el largo tramo consta de 18 828 km. que separan linealmente a Santiago con Nanning. Es por esto que se llegó a la conclusión de que lo mejor era hacer una parada en «La Gran Manzana» ―a pesar de que de llevar a cabo la parada en los Estados Unidos en total se llegaría a recorrer 21 172 km―, esto con el fin de evitar que los jugadores sufran de fatiga debido a un cambio muy brusco de huso horario como sería el caso de un viaje de Chile (UTC−04:00) a China (UTC+08:00) de forma directa, usando la estadía en Norteamérica para reposar y continuar el camino restante posteriormente. El primer grupo partió el 4 de enero mientras que la segunda tanda de futbolistas viajaron al día siguiente, para que finalmente ambos grupos se encuentren en Nanning para el primer entrenamiento al otro lado del mundo el 9 de enero, dos días antes del debut en el torneo ante Croacia. Pizzi afirmó que venían organizando esto meses atrás, puntualmente desde que se confirmó la participación del equipo sudamericano en la competición.

## Participación

### Semifinal

#### Chile - Croacia
| 11 de enero de 2017, 19:35 h | Chile                                  | 1:1 (1:0) (4:1 p.)         | Croacia                   | Guangxi Sports Center, Nanning                    |                                                   |
|                              | 18' Pinares                            | Reporte                    | 76' Andrijašević          | Asistencia: 6686 espectadores Árbitro(s): Fu Ming | Asistencia: 6686 espectadores Árbitro(s): Fu Ming |
|                              |                                        | Tiros desde el punto penal |                           |                                                   |                                                   |
|                              | Vargas · Galdames · Beausejour · Ramos |                            | Pivarić · Antolić · Marić |                                                   |                                                   |

| 1          | Guardameta     | Cristopher Toselli    |       |
| 3          | Defensa        | Óscar Opazo           |       |
| 20         | Defensa        | Guillermo Maripán     |       |
| 5          | Defensa        | Paulo Díaz            |       |
| 15         | Defensa        | Jean Beausejour       |       |
| 8          | Centrocampista | Carlos Carmona        | 82'   |
| 14         | Centrocampista | Esteban Pavez         | 90+2' |
| 21         | Centrocampista | César Pinares         | 82'   |
| 7          | Centrocampista | Leonardo Valencia     |       |
| 6          | Centrocampista | José Pedro Fuenzalida | 70'   |
| 11         | Delantero      | Eduardo Vargas        |       |
| Entrenador | Entrenador     | Juan Antonio Pizzi    |       |

| 1          | Guardameta     | Dominik Livaković   |     |
| 6          | Defensa        | Nikola Matas        |     |
| 5          | Defensa        | Mateo Barać         |     |
| 13         | Defensa        | Jakov Filipović     |     |
| 19         | Defensa        | Josip Pivarić       |     |
| 8          | Centrocampista | Domagoj Antolić     |     |
| 15         | Centrocampista | Josip Mišić         |     |
| 11         | Centrocampista | Antonio Perošević   | 56' |
| 18         | Centrocampista | Filip Ozobić        | 56' |
| 10         | Centrocampista | Franko Andrijašević | 89' |
| 7          | Delantero      | Mario Šitum         | 64' |
| Entrenador | Entrenador     | Ante Čačić          |     |

| 19 | Delantero      | Álvaro Ramos   | 70'   |
| 13 | Centrocampista | Pablo Galdames | 82'   |
| 9  | Delantero      | Ángelo Sagal   | 82'   |
| 17 | Centrocampista | Rafael Caroca  | 90+2' |

| 9  | Delantero      | Mirko Marić   | 56' |
| 16 | Defensa        | Fran Tudor    | 56' |
| 3  | Defensa        | Borna Barišić | 64' |
| 14 | Centrocampista | Luka Ivanusec | 89' |

| Anotado | 18' | César Pinares | 1 - 0 |

| Anotado | 76' | Franko Andrijašević | 1 - 1 |

| Eduardo Vargas  | Acierto de penal | 1 : 0 |                          |                 |
|                 |                  | 1 : 1 | Acierto de penal         | Josip Pivarić   |
|                 |                  |       |                          |                 |
| Pablo Galdames  | Acierto de penal | 2 : 1 |                          |                 |
|                 |                  | 2 : 1 | Fallo de penal (Atajado) | Domagoj Antolic |
| Jean Beausejour | Acierto de penal | 3 : 1 |                          |                 |
|                 |                  | 3 : 1 | Fallo de penal (Atajado) | Mirko Maric     |
| Álvaro Ramos    | Acierto de penal | 4 : 1 |                          |                 |

| Amonestado | 52' | Filip Ozobić    |
| Amonestado | 58' | Jakov Filipović |

| Árbitro             | Fu Ming |
| Árbitros asistentes | Ma Ji   |
| Árbitros asistentes | Cao Yi  |
| Cuarto árbitro      | Ma Ning |

| 1          | Guardameta     | Cristopher Toselli    |       |
| 3          | Defensa        | Óscar Opazo           |       |
| 20         | Defensa        | Guillermo Maripán     |       |
| 5          | Defensa        | Paulo Díaz            |       |
| 15         | Defensa        | Jean Beausejour       |       |
| 8          | Centrocampista | Carlos Carmona        | 82'   |
| 14         | Centrocampista | Esteban Pavez         | 90+2' |
| 21         | Centrocampista | César Pinares         | 82'   |
| 7          | Centrocampista | Leonardo Valencia     |       |
| 6          | Centrocampista | José Pedro Fuenzalida | 70'   |
| 11         | Delantero      | Eduardo Vargas        |       |
| Entrenador | Entrenador     | Juan Antonio Pizzi    |       |

| 1          | Guardameta     | Dominik Livaković   |     |
| 6          | Defensa        | Nikola Matas        |     |
| 5          | Defensa        | Mateo Barać         |     |
| 13         | Defensa        | Jakov Filipović     |     |
| 19         | Defensa        | Josip Pivarić       |     |
| 8          | Centrocampista | Domagoj Antolić     |     |
| 15         | Centrocampista | Josip Mišić         |     |
| 11         | Centrocampista | Antonio Perošević   | 56' |
| 18         | Centrocampista | Filip Ozobić        | 56' |
| 10         | Centrocampista | Franko Andrijašević | 89' |
| 7          | Delantero      | Mario Šitum         | 64' |
| Entrenador | Entrenador     | Ante Čačić          |     |

| 19 | Delantero      | Álvaro Ramos   | 70'   |
| 13 | Centrocampista | Pablo Galdames | 82'   |
| 9  | Delantero      | Ángelo Sagal   | 82'   |
| 17 | Centrocampista | Rafael Caroca  | 90+2' |

| 9  | Delantero      | Mirko Marić   | 56' |
| 16 | Defensa        | Fran Tudor    | 56' |
| 3  | Defensa        | Borna Barišić | 64' |
| 14 | Centrocampista | Luka Ivanusec | 89' |

| Anotado | 18' | César Pinares | 1 - 0 |

| Anotado | 76' | Franko Andrijašević | 1 - 1 |

| Eduardo Vargas  | Acierto de penal | 1 : 0 |                          |                 |
|                 |                  | 1 : 1 | Acierto de penal         | Josip Pivarić   |
|                 |                  |       |                          |                 |
| Pablo Galdames  | Acierto de penal | 2 : 1 |                          |                 |
|                 |                  | 2 : 1 | Fallo de penal (Atajado) | Domagoj Antolic |
| Jean Beausejour | Acierto de penal | 3 : 1 |                          |                 |
|                 |                  | 3 : 1 | Fallo de penal (Atajado) | Mirko Maric     |
| Álvaro Ramos    | Acierto de penal | 4 : 1 |                          |                 |

| Amonestado | 52' | Filip Ozobić    |
| Amonestado | 58' | Jakov Filipović |

| Árbitro             | Fu Ming |
| Árbitros asistentes | Ma Ji   |
| Árbitros asistentes | Cao Yi  |
| Cuarto árbitro      | Ma Ning |

|  |

| Estadísticas       | Bandera de Chile | Bandera de Croacia |
| Tiros              | 12               | 12                 |
| Faltas             | 10               | 12                 |
| Tarjetas amarillas | 0                | 2                  |
| Tarjetas rojas     | 0                | 0                  |
| Saques de esquina  | 6                | 4                  |
| Penalties          | 0                | 0                  |
| Fueras de juego    | 0                | 1                  |
| Pases correctos    | 548              | 492                |
| Precisión pases    | 81 %             | 82 %               |
| Posesión de balón  | 51 %             | 49 %               |

### Final

#### Islandia-Chile
| 15 de enero de 2017, 15:35 | Islandia | 0:1 (0:1) | Chile     | Guangxi Sports Center, Nanning                      |                                                     |
|                            |          | Reporte   | Sagal 18' | Asistencia: 26 335 espectadores Árbitro(s): Ma Ning | Asistencia: 26 335 espectadores Árbitro(s): Ma Ning |

| 12         | Guardameta     | Ögmundur Kristinsson      |     |
| 2          | Defensa        | Birkir Már Sævarsson      | 89' |
| 14         | Defensa        | Kári Árnason              |     |
| 5          | Defensa        | Jón Gudni Fjóluson        |     |
| 3          | Defensa        | Kristinn Johnsson         | 65' |
| 6          | Centrocampista | Victor Palsson            | 79' |
| 10         | Centrocampista | Björn Daniel Sverrison    | 65' |
| 19         | Centrocampista | Siguröur Egill Lárusson   | 55' |
| 18         | Centrocampista | Theódór Elmar Bjarnason   | 76' |
| 9          | Delantero      | Kjartan Henry Finnbogason |     |
| 8          | Delantero      | Björn Sigurðarson         |     |
| Entrenador | Entrenador     | Heimir Hallgrímsson       |     |

| 1          | Guardameta     | Cristopher Toselli    |       |  |
| 3          | Defensa        | Óscar Opazo           |       |  |
| 5          | Defensa        | Paulo Díaz            |       |  |
| 20         | Defensa        | Guillermo Maripán     |       |  |
| 15         | Defensa        | Jean Beausejour       |       |  |
| 8          | Centrocampista | Carlos Carmona        | 71'   |  |
| 14         | Centrocampista | Esteban Pavez         |       |  |
| 6          | Centrocampista | José Pedro Fuenzalida | 79'   |  |
| 7          | Centrocampista | Leonardo Valencia     | 90+1' |  |
| 9          | Centrocampista | Ángelo Sagal          | 65'   |  |
| 11         | Delantero      | Eduardo Vargas        |       |  |
| Entrenador | Entrenador     | Juan Antonio Pizzi    |       |  |

| 22 | Delantero      | Eliás Már Ómarzon     | 55' |
| 15 | Defensa        | Viorar Ari Jónsson    | 65' |
| 7  | Centrocampista | Aron Sigurðarson      | 65' |
| 17 | Centrocampista | Óttar Magnús Karlsson | 76' |
| 11 | Centrocampista | Arnór Smárason        | 79' |
| 20 | Defensa        | Boovar Boovarsson     | 89' |

| 21 | Centrocampista | César Pinares    | 65'   |
| 13 | Centrocampista | Pablo Galdames   | 71'   |
| 10 | Delantero      | Junior Fernandes | 79'   |
| 4  | Defensa        | Branco Ampuero   | 90+1' |

| Amonestado | 24' | Theódór Elmar Bjarnason |

| Amonestado | 85' | Guillermo Maripán |
| Amonestado | 90' | César Pinares     |

| Anotado | 18' | Ángelo Sagal | 0 - 1 |

| Árbitro                      | Ma Ning       |
| Árbitros asistentes          | Ma Ji         |
| Árbitros asistentes          | Cao Yi        |
| Cuarto árbitro               | Fu Ming       |
| Árbitro asistente de reserva | Yang Zhiqiang |

| 12         | Guardameta     | Ögmundur Kristinsson      |     |
| 2          | Defensa        | Birkir Már Sævarsson      | 89' |
| 14         | Defensa        | Kári Árnason              |     |
| 5          | Defensa        | Jón Gudni Fjóluson        |     |
| 3          | Defensa        | Kristinn Johnsson         | 65' |
| 6          | Centrocampista | Victor Palsson            | 79' |
| 10         | Centrocampista | Björn Daniel Sverrison    | 65' |
| 19         | Centrocampista | Siguröur Egill Lárusson   | 55' |
| 18         | Centrocampista | Theódór Elmar Bjarnason   | 76' |
| 9          | Delantero      | Kjartan Henry Finnbogason |     |
| 8          | Delantero      | Björn Sigurðarson         |     |
| Entrenador | Entrenador     | Heimir Hallgrímsson       |     |

| 1          | Guardameta     | Cristopher Toselli    |       |  |
| 3          | Defensa        | Óscar Opazo           |       |  |
| 5          | Defensa        | Paulo Díaz            |       |  |
| 20         | Defensa        | Guillermo Maripán     |       |  |
| 15         | Defensa        | Jean Beausejour       |       |  |
| 8          | Centrocampista | Carlos Carmona        | 71'   |  |
| 14         | Centrocampista | Esteban Pavez         |       |  |
| 6          | Centrocampista | José Pedro Fuenzalida | 79'   |  |
| 7          | Centrocampista | Leonardo Valencia     | 90+1' |  |
| 9          | Centrocampista | Ángelo Sagal          | 65'   |  |
| 11         | Delantero      | Eduardo Vargas        |       |  |
| Entrenador | Entrenador     | Juan Antonio Pizzi    |       |  |

| 22 | Delantero      | Eliás Már Ómarzon     | 55' |
| 15 | Defensa        | Viorar Ari Jónsson    | 65' |
| 7  | Centrocampista | Aron Sigurðarson      | 65' |
| 17 | Centrocampista | Óttar Magnús Karlsson | 76' |
| 11 | Centrocampista | Arnór Smárason        | 79' |
| 20 | Defensa        | Boovar Boovarsson     | 89' |

| 21 | Centrocampista | César Pinares    | 65'   |
| 13 | Centrocampista | Pablo Galdames   | 71'   |
| 10 | Delantero      | Junior Fernandes | 79'   |
| 4  | Defensa        | Branco Ampuero   | 90+1' |

| Amonestado | 24' | Theódór Elmar Bjarnason |

| Amonestado | 85' | Guillermo Maripán |
| Amonestado | 90' | César Pinares     |

| Anotado | 18' | Ángelo Sagal | 0 - 1 |

| Árbitro                      | Ma Ning       |
| Árbitros asistentes          | Ma Ji         |
| Árbitros asistentes          | Cao Yi        |
| Cuarto árbitro               | Fu Ming       |
| Árbitro asistente de reserva | Yang Zhiqiang |

|  |

| Estadísticas       | Bandera de Islandia | Bandera de Chile |
| Tiros              | 7                   | 8                |
| Faltas             | 16                  | 9                |
| Tarjetas amarillas | 1                   | 2                |
| Tarjetas rojas     | 0                   | 0                |
| Saques de esquina  | 2                   | 5                |
| Penalties          | 0                   | 0                |
| Fueras de juego    | 3                   | 1                |
| Pases correctos    | 395                 | 578              |
| Precisión pases    | 75 %                | 88 %             |
| Posesión de balón  | 43 %                | 57 %             |

| Bandera de Chile          |
| Campeón Chile 1.er título |
|                           |

## Estadísticas

### Participación de jugadores
| #  | Nombre                | Posición      | PJ | Min |   |   |   |
| -- | --------------------- | ------------- | -- | --- | - | - | - |
| 1  | Cristopher Toselli    | Portero       | 2  | 180 | 0 | 0 | 0 |
| 3  | Óscar Opazo           | Defensa       | 2  | 180 | 0 | 0 | 0 |
| 4  | Branco Ampuero        | Defensa       | 1  | 5   | 0 | 0 | 0 |
| 5  | Paulo Díaz            | Defensa       | 2  | 180 | 0 | 0 | 0 |
| 6  | José Pedro Fuenzalida | Defensa       | 2  | 149 | 0 | 0 | 0 |
| 15 | Jean Beausejour       | Defensa       | 2  | 180 | 0 | 0 | 0 |
| 20 | Guillermo Maripán     | Defensa       | 2  | 180 | 0 | 1 | 0 |
| 7  | Leonardo Valencia     | Mediocampista | 2  | 180 | 0 | 0 | 0 |
| 8  | Carlos Carmona        | Mediocampista | 2  | 152 | 0 | 0 | 0 |
| 13 | Pablo Galdames        | Mediocampista | 2  | 28  | 0 | 0 | 0 |
| 14 | Esteban Pavez         | Mediocampista | 2  | 180 | 0 | 0 | 0 |
| 17 | Rafael Caroca         | Mediocampista | 1  | 5   | 0 | 0 | 0 |
| 21 | César Pinares         | Mediocampista | 2  | 107 | 1 | 1 | 0 |
| 9  | Ángelo Sagal          | Delantero     | 2  | 73  | 1 | 0 | 0 |
| 10 | Junior Fernandes      | Delantero     | 1  | 11  | 0 | 0 | 0 |
| 11 | Eduardo Vargas        | Delantero     | 2  | 180 | 0 | 0 | 0 |
| 19 | Álvaro Ramos          | Delantero     | 1  | 20  | 0 | 0 | 0 |

### Goleadores
| Jugador       | Equipo         | Goles |
| ------------- | -------------- | ----- |
| César Pinares | Unión Española | 1     |
| Ángelo Sagal  | Huachipato     | 1     |

### Asistentes
| Jugador        | Equipo              | Asistencias |
| -------------- | ------------------- | ----------- |
| Óscar Opazo    | Santiago Wanderers  | 1           |
| Eduardo Vargas | TSG 1899 Hoffenheim | 1           |